# Запис Ивовића храст (Топола (село))
Запис Ивовића храст (Топола (село))  се налази на парцели чији је власник Ивовић Радиша и Благоје.

## Локација
| Општина             | Топола                                                                      |
| Катастарска општина | Топола село                                                                 |
| Потес               | Торови                                                                      |
| Координате          | 44° 16′ 14″ С; 20° 40′ 52″ И / 44.270499999999998° С; 20.681000000000001° И |
| Надморска висина    | m                                                                           |

## Карактеристике
Дендрометријске вредности утврђене на терену и сателитским снимцима:
| Стабло                     | Храст |
| Висина стабла              | m     |
| Обим дебла                 | m     |
| Пречник крошње             | 8m    |
| Пречник дебла              | m     |
| Висина дебла до прве гране | m     |

## База записа
Запис је у оквиру Викимедија пројекта "Запис - Свето дрво" заведен под редним бројем 0509.